# Шлях із варягів у греки

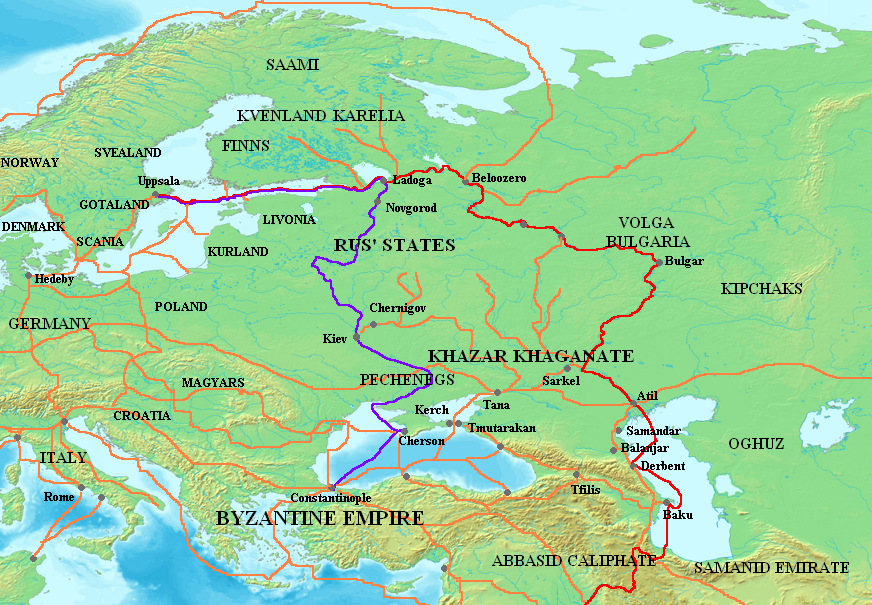
На карті позначено основні торгові шляхи. «Шлях із варягів у греки» (синій колір); Волзький торговий шлях (червоний колір; виділено жирним); Помаранчевим кольором показані інші торгові маршрути VIII—XI

Шлях із варя́гів у гре́ки, Варязькі шляхи («Грецький шлях») — назва основного водного торгового шляху Русі, що зв'язував північні райони країни з південними руськими землями  з Візантійською імперією.

## Відомості
Цей шлях пролягав від Києва човнами по Дніпру, вплав на р. Дніпрі, потім Руським (Чорним) морем уздовж західного берега до Царгороду (тепер Стамбул). Також маршрут ними мінявся — уздовж Одри до Кракова в Галичину через Звенигород, Пліснеськ, Галич.
Важливі торгові українські міста варягів на зазначеному шляху: Смядин, Любеч, Вишгород, Київ, Треполь, Канів, Родень.
Опис шляху є в «Повісті временних літ» і у творі візантійського імператора Константина VII Багрянородного «De administrando imperio» («Про управління імперією»; складений у 943–953 роках). Виник наприкінці IX — на початку X століття, занепав в 1204 році, після руйнування Константинополя хрестоносцями, внаслідок чого центр світової торгівлі переміщується до Венеційської республіки, що призводить до її розквіту та втрати Києвом свого стратегічного значення. Переважна більшість товарів зі Скандинавії та півночі Русі стали переправляти навколо європейського континенту.
Починався в околицях сучасного Стокгольма, проходив Балтійським морем, Фінською затокою, по Неві, озерах Ладозькому та Ільмень, далі — по Ловаті і Західній Двіні та їхніх притоках до Дніпра, потім по Дніпру в Чорне море, далі повз острів святого Євферія (Березань), вздовж західного чорноморського узбережжя до Константинополя. На цьому шляху стояли міста Новгород, Смоленськ, Любеч, Родень, Кічкас, Олешшя.

За версією академіка Бориса Рибакова, існувало два окремі шляхи: шлях із варягів у греки та шлях із греків у варяги. Перший контролювався варягами проходив зручним для мореплавців чином навколо Європи через Середземне море, з'єднуючи численні прибережні варязькі держави із Константинополем: 
|  | «и по тому морю (морю Варѧскому) внити доже и до Рима . а ѿ Рима прити по тому же морю . къ Цс̑рюграду». |

 Другий шлях контролювали руські князі та йшов він 
|  | « изъ Грѣкъ по Днепру . и вѣрхъ Днѣпра волокъ до Ловоти . и по Ловоти внити въ Илмерь Ж ѡзеро великоє . из негоже ѡзера. потечеть Волховъ . и втечеть въ ѡзеро великоє Нево . и того ѡзера внидет̑ оустьє в море Варѧскоє.» |

Леонтій Войтович припускає, що маршрут проходив повз острови Ґотланд, Сааремаа, Ризьку затоку, Західну Двіну, Касплю, один волок до Дніпра. На шляху стояло місто Гольмґард. Цей шлях має у сагах назву «Східний» (Austrverg).
Руські купці, які долали шлях із Києва до Константинополя за 30-40 днів, возили у Візантію хліб, ремісничі вироби, срібло в монетах, рабів, хутро, мед, віск, а також товари із Скандинавії і Прибалтики (зброю, бурштин). Із півдня по Дніпру везли вина, прянощі, фрукти, дорогі тканини, ювелірні вироби, скляний посуд.
Шлях мав велике значення для розвитку і внутрішньої торгівлі, сприяв налагодженню різноманітних зв'язків окремих східнослов'янських племен та прискоренню їх державного об'єднання навколо Києва. Економічна організація руських земель мала натуральний характер, що була однією із причин феодальної роздробленості. «Серед інших причин слід відзначити і глибоко натуральний характер давньоруської економіки, оскільки тут були недостатньо розвинуті економічні зв'язки між окремими князівствами». (див. Господарство Київської держави)
Найбільше значення мав у X — першій третині XI століття. Був зв'язаний з іншими водними шляхами Київської Русі — Прип'ятсько-Бузьким, який вів до Європи, і Волзьким, який виводив в Арабський халіфат. У XI—XII століттях внаслідок хрестових походів, які встановили зв'язки зі Сходом через Середземне море, цей шлях втратив своє значення.

## Опис в «Повісті минулих літ»
| | По тому морю можна дійти до самого Риму, а од Риму прийти по тому ж морю до Цесарограда, а від Цесарограда прийти в Понт-море, у яке впадає Дніпро-ріка. Дніпро ж витікає з Оковського лісу і плине на південь, а Двіна із того самого лісу вибігає і йде на північ, і входить у море Варязьке. Із того ж лісу витікає Волга на схід і вливається сімдесятьма гирлами в море Хвалійське. Тому-то із Русі можна йти по Волзі в Болгари і в Хваліси, і на схід дійти в уділ Симів, а по Двіні – у Варяги, а з Варягів – і до Риму, од Риму ж – і до племені Хамового. А Дніпро впадає в Понтійське море трьома гирлами: море це зовуть Руським. |
| — https://www.village.com.ua/village/knowledge/podcast/346359-ukrainian-history-street-2023-s02e10 | |

## Галерея

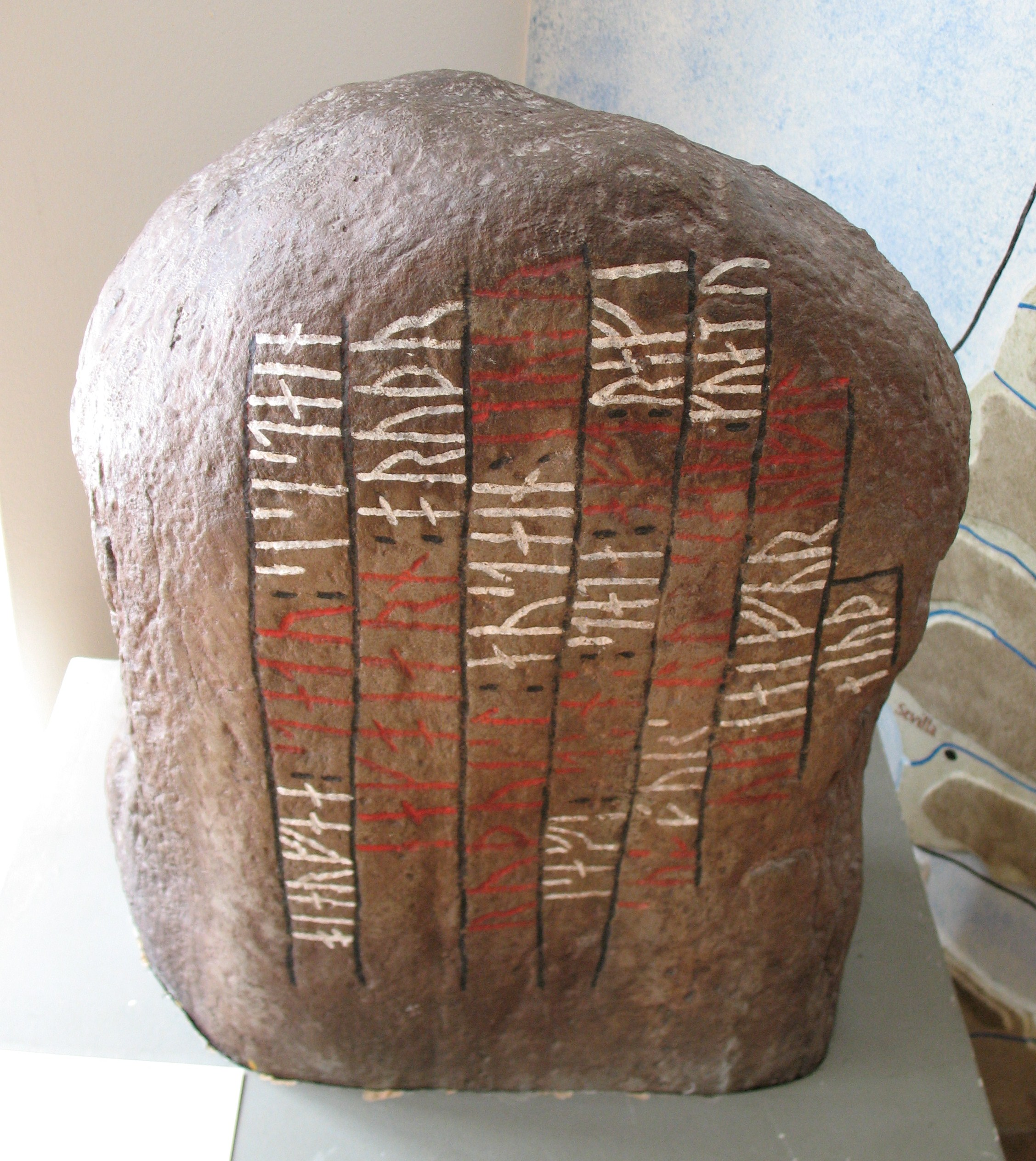
Рунічний камінь варягів
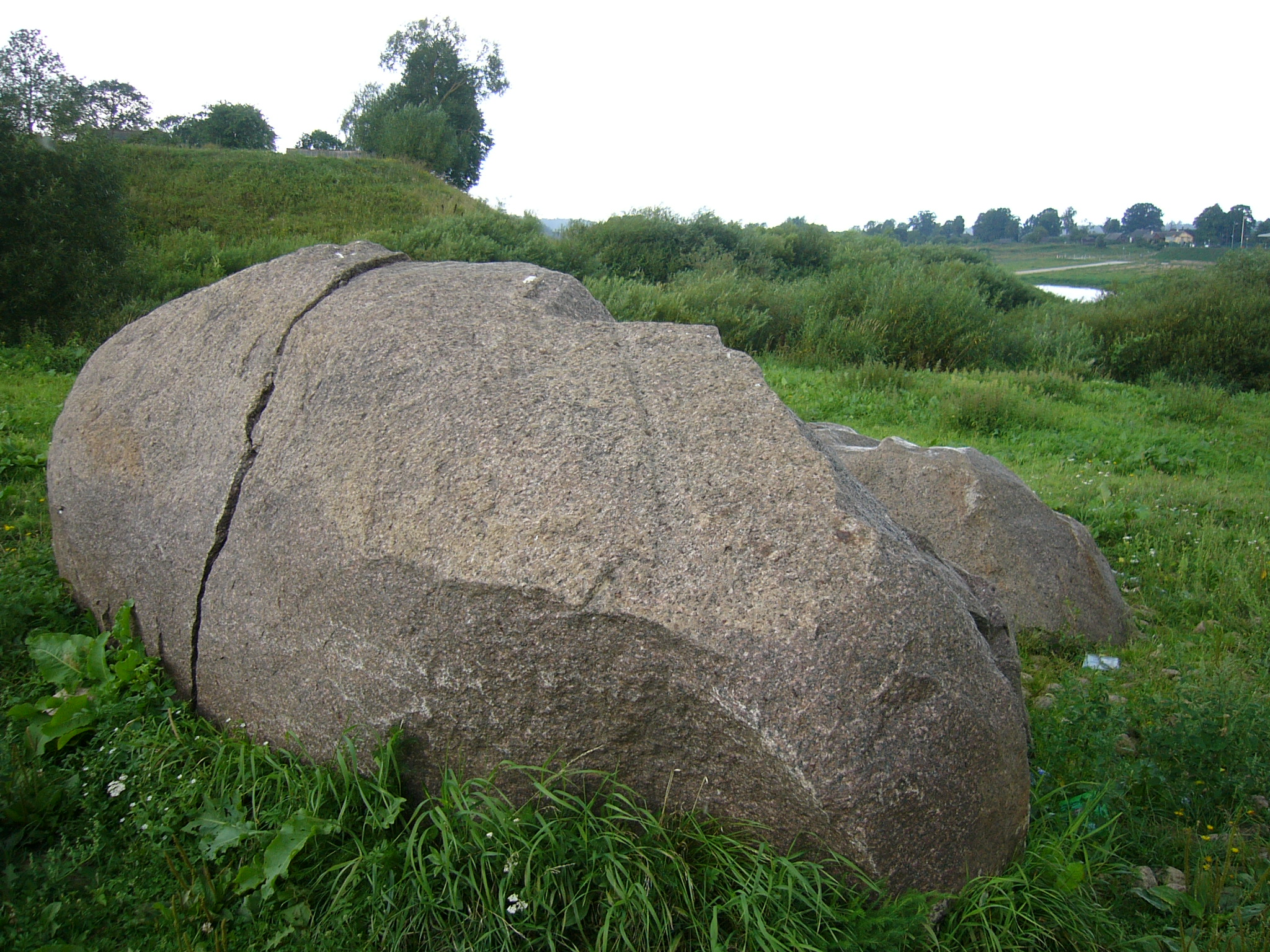
Борисів камінь
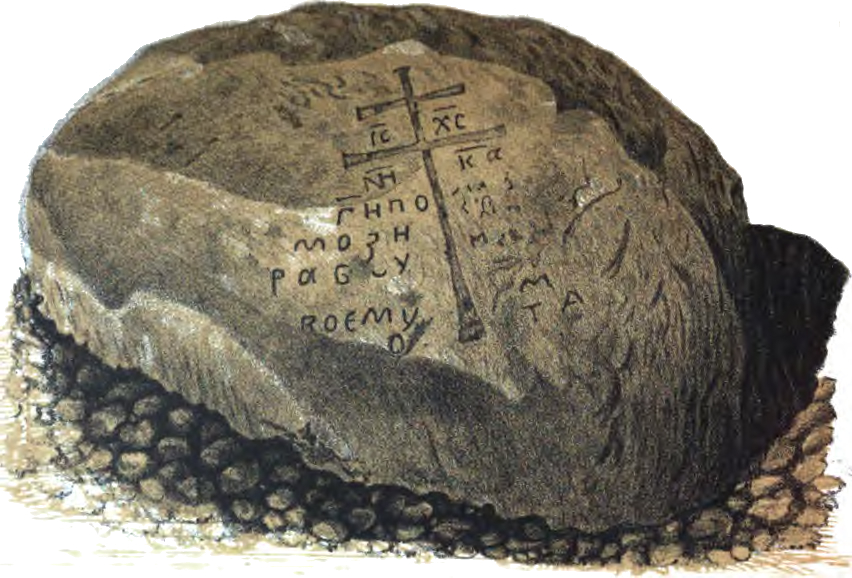
Борисів камінь, 1896
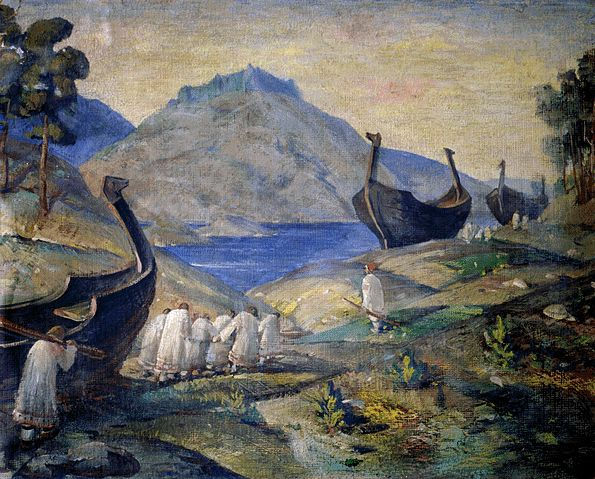
«Волочіння волоком». Н. К. Реріх, 1915
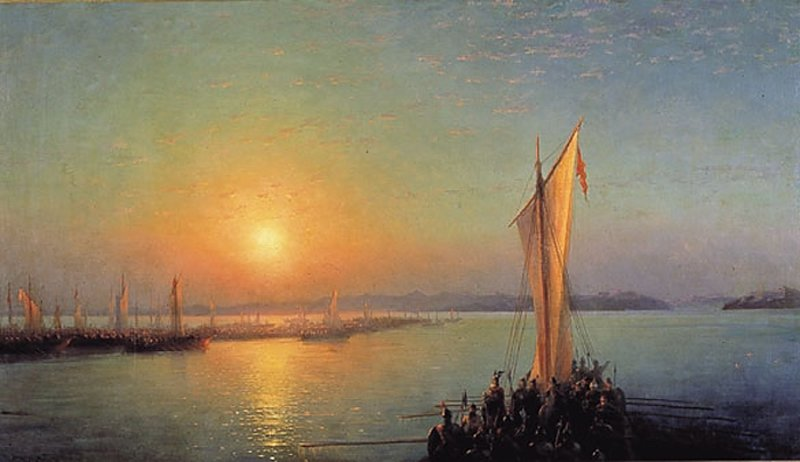
Айвазовський І. К. Варязька саґа — шлях з варягів у греки, 1876
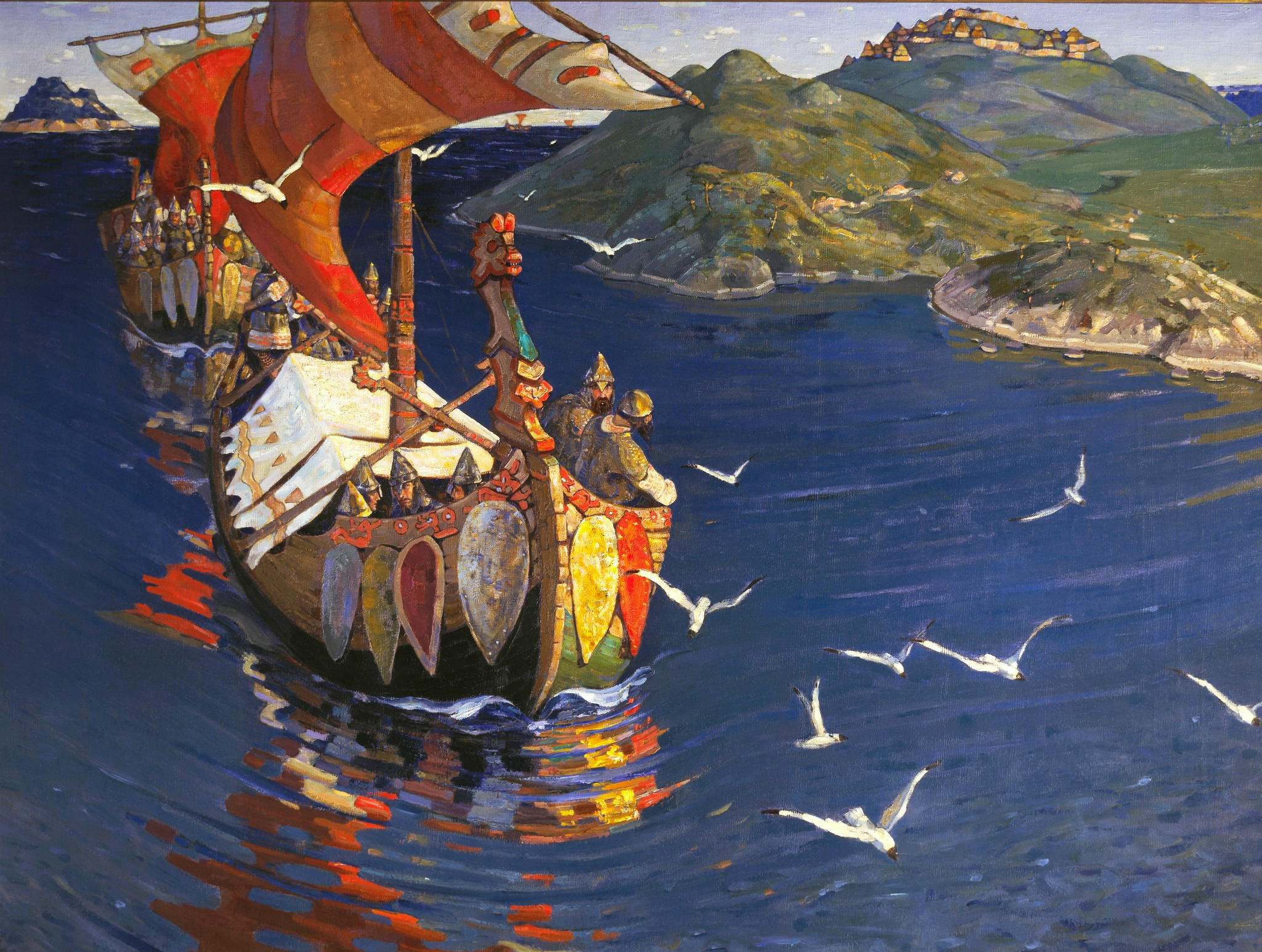
Н. К. Реріх, Заморські гості. Серія «Начало Русі. Слов'яни». 1901. Полотно, олія. 85x112,5 см. Державна Третьяковська галерея, Москва.

## Відновлення шляху
Починаючи з 2000-х років неодноразово фігурували заяви про намір відновлення маршруту "із варяг в греки", як трактують намір будівництва водного шляху Е40 з Гданська у Польщі до Херсона в Україні , але ці твердження не мають наукового підгрунтя.